# Аспен
Аспен (англ. Aspen) — місто (англ. city) в США, в окрузі Піткін штату Колорадо. Населення — 7004 особи (2020).

## Географія
Аспен розташований за координатами 39°11′42″ пн. ш. 106°50′13″ зх. д. / 39.19500° пн. ш. 106.83694° зх. д. (39.194904, -106.836966).  За даними Бюро перепису населення США в 2010 році місто мало площу 10,03 км², уся площа — суходіл.

### Клімат
| Клімат : Аспен | Клімат : Аспен | Клімат : Аспен | Клімат : Аспен | Клімат : Аспен | Клімат : Аспен | Клімат : Аспен | Клімат : Аспен | Клімат : Аспен | Клімат : Аспен | Клімат : Аспен | Клімат : Аспен | Клімат : Аспен | Клімат : Аспен |
| Показник | Січ.           | Лют.           | Бер.           | Квіт.          | Трав.          | Черв.          | Лип.           | Серп.          | Вер.           | Жовт.          | Лист.          | Груд.          | Рік            |
| Абсолютний максимум, °C | 14,4           | 15,6           | 21,1           | 26,1           | 30,6           | 33,9           | 34,4           | 33,3           | 31,7           | 29,4           | 21,1           | 16,7           | 34,4           |
| Середній максимум, °C | 2,0            | 4,1            | 7,6            | 11,6           | 17,3           | 22,7           | 25,8           | 24,4           | 20,7           | 14,4           | 6,6            | 1,5            | 13,3           |
| Середня температура, °C | −5,3           | −3,6           | 0,4            | 4,4            | 9,6            | 14,2           | 17,4           | 16,5           | 12,4           | 6,7            | −0,2           | −5,3           | 5,7            |
| Середній мінімум, °C | −12,6          | −11,1          | −6,8           | −2,8           | 1,9            | 5,7            | 8,9            | 8,6            | 4,2            | −1,1           | −7,1           | −12,1          | −1,9           |
| Абсолютний мінімум, °C | −38,3          | −34,4          | −32,2          | −23,3          | −10            | −9,4           | −1,7           | −2,8           | −9,4           | −16,1          | −28,3          | −30,6          | −38,3          |
| Середня кількість сонячних годин на місяць | 217            | 226            | 248            | 270            | 310            | 330            | 310            | 279            | 270            | 248            | 180            | 186            | 3074           |
| Норма опадів, мм | 43             | 56             | 68             | 65             | 53             | 33             | 49             | 42             | 52             | 55             | 62             | 54             | 633            |
| Днів з опадами | 12             | 12             | 12             | 12             | 11             | 7              | 11             | 12             | 10             | 9              | 10             | 12             | 130            |
| Вологість повітря, % | 62.9           | 60.0           | 54.1           | 50.1           | 46.9           | 42.8           | 47.4           | 52.3           | 50.6           | 52.3           | 59.7           | 64.5           | 53             |
| --- | -------------- | -------------- | -------------- | -------------- | -------------- | -------------- | -------------- | -------------- | -------------- | -------------- | -------------- | -------------- | -------------- |
| Джерело: WRCC (temperature and precipitation data 1981–2010, snowfall 1899–1979), Weatherbase (humidity) and Weather Atlas (daily sunshine hours and UV index) |                |                |                |                |                |                |                |                |                |                |                |                |                |

## Демографія
Згідно з переписом 2010 року, у місті мешкало 6658 осіб у 3516 домогосподарствах у складі 1356 родин. Густота населення становила 664 особи/км².  Було 5929 помешкань (591/км²).
Расовий склад населення:
| - 93,9 % — білих - 1,5 % — азіатів - 0,8 % — чорних або афроамериканців - 0,3 % — корінних американців - 0,1 % — вихідців з тихоокеанських островів - 2,0 % — осіб інших рас |

До двох чи більше рас належало 1,6 %. Частка іспаномовних становила 7,5 % від усіх жителів.
За віковим діапазоном населення розподілялося таким чином: 15,8 % — особи молодші 18 років, 72,7 % — особи у віці 18—64 років, 11,5 % — особи у віці 65 років та старші. Медіана віку мешканця становила 40,9 року. На 100 осіб жіночої статі у місті припадало 108,9 чоловіків;  на 100 жінок у віці від 18 років та старших — 108,9 чоловіків також старших 18 років.
Середній дохід на одне домашнє господарство  становив 127 934 долари США (медіана — 67 164), а середній дохід на одну сім'ю — 215 886 доларів (медіана — 100 594). Медіана доходів становила 56 063 долари для чоловіків та 47 250 доларів для жінок. За межею бідності перебувало 8,8 % осіб, у тому числі 4,4 % дітей у віці до 18 років та 12,2 % осіб у віці 65 років та старших.
Цивільне працевлаштоване населення становило 4044 особи. Основні галузі зайнятості: мистецтво, розваги та відпочинок — 25,2 %, фінанси, страхування та нерухомість — 15,9 %, науковці, спеціалісти, менеджери — 14,6 %, освіта, охорона здоров'я та соціальна допомога — 14,6 %.